# تم تم آب
تم تم آب، روستایی در دهستان اناران بخش مرکزی شهرستان دهلران در استان ایلام ایران است.

## مردم‌شناسی
مردم روستای تم تم آب کرد بوده و از ایل مموس تیره مال فرخی هستند.

## جمعیت
بر پایه سرشماری عمومی نفوس و مسکن در سال ۱۳۹۵، جمعیت این روستا برابر با ۵۰۶ نفر (۱۲۵ خانوار) بوده است.